# Sazae-san
Sazae-san (japanisch サザエさん) ist ein Yonkoma-Manga der japanischen Zeichnerin Hasegawa Machiko. Er wurde von 1946 bis 1974 erstveröffentlicht. Der Manga wurde als Anime, Realfernsehserie und in Form mehrerer Filme umgesetzt. Die Serie läuft seit 1969 mit über 7500 Folgen und ist damit die Anime-Serie mit der längsten Laufzeit.

## Inhalt
Die Comicstrips drehen sich um die 27-jährige Japanerin Sazae Isono (磯野 サザエ). Sie lebt gemeinsam mit ihrem Vater Namihei Isono (磯野 波平), ihrer Mutter Fune Isono (磯野 フネ) und ihren Geschwistern Katsuo Isono (磯野カツオ) und Wakame Isono (磯野ワカメ) in einem Haushalt im Japan der Nachkriegszeit. Zuerst leben sie in Kyūshū, später Tokio. Nachdem Sazae Masuo Fuguta (フグ田 マスオ) geheiratet hat, nimmt sie auch dessen Nachnamen an. Beide haben einen Sohn namens Tarao Fuguta (フグ田 タラオ).
Sazae muss ihrer Familie durch die Nachkriegszeit und den Hunger helfen und auch später die verschiedenen Rollen im Haushalt, als Tochter, Ehefrau und Mutter ausfüllen. Dabei tritt sie auch für die Rechte der Frauen und Emanzipation ein, ohne die Tradition zu missachten.
Die Geschichten behandeln jeweils Probleme ihrer Zeit, so ärgert sich Sazae in den 1940er Jahren über die amerikanischen Soldaten und die Familie muss gegen den Hunger kämpfen. Später werden die älteren Familienmitglieder mit den modernen Errungenschaften, wie Einkaufszentren, konfrontiert. Auch die Studentenbewegung in den 1960er Jahren ist Thema. Meist bleiben dabei die Begebenheiten einfach und alltäglich. Auch die Wahl der Namen der Charaktere entsprach den 1940er Jahren. Da Hungersnot herrschte, wurden die Figuren in den Unterhaltungsmedien meist nach Nahrungsmitteln benannt, bei Sazae-san nach einer Turbanschnecke (Turbo cornutus).

## Manga-Veröffentlichung

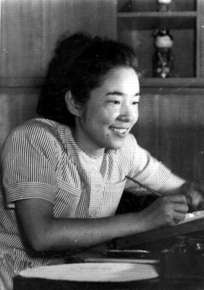
Hasegawa Machiko

Der Manga wurde ab April 1946 in der lokalen Zeitung Fukunichi Shimbun veröffentlicht. Von 1949 bis Februar 1974 erschien die Reihe in der Zeitung Asahi Shimbun. Die Comicstrips bestehen aus jeweils vier Panels. Die circa 10.000 einzelnen Comicstrips erschienen später in 68 Büchern gesammelt bei Kōdansha. Der Verlag brachte die Reihe auch auf Englisch heraus.

## Anime
Seit 1969 produziert das Studio Eiken eine Anime-Fernsehserie zum Manga. Regie führten Isao Yamamoto, Osamu Murayama, Takahiro Okada, Toru Murayama und Yonehiko Watanabe. Die Drehbücher wurden geschrieben von Masaki Tsuji, Noboru Shiroyama und Shun’ichi Yukimuro. Die Serie wird seit 5. Oktober 1969 durch den Sender Fuji TV in Japan ausgestrahlt. Dabei wird jede Woche eine Folge mit einer Dauer von etwa 25 Minuten gesendet, die wiederum aus drei einzelnen Episoden besteht. Die Serie umfasst über 2100 Folgen mit je 3 Kapiteln ausgestrahlt wurden.
Die Geschichten sind bewusst zeitlos inszeniert: möglichst ohne elektronische Technik zu zeigen, ohne Jugendsprache, Schimpfworte oder jede Mode. Die Skripte sind länger als die vergleichbarer Folgen, da zwar wenig Action, aber viel zwischenmenschliches in Dialogen geschieht. Sazae-san war bis Oktober 2013 der letzte Anime, der noch traditionell mit Hand auf Cels gezeichnet wurde. Die Begründung dafür war, dass die Serie als einzige noch von so alten Mitarbeitern betreut wird, die nicht mehr für die neue Technik umgeschult werden konnten.

### Synchronisation
| Rolle            | japanischer Synchronsprecher (Seiyū)                                                        |
| ---------------- | ------------------------------------------------------------------------------------------- |
| Sazae Fuguta     | Midori Kato                                                                                 |
| Nanbutsu Isasaka | Eken Mine (1985–2002) Atsushi Li (2002) Yasou Iwata (2002–2009) Kōtarō Nakamura (seit 2009) |
| Namihei Isono    | Ichirō Nagai (1969–2014) Chafurin (seit 2014)                                               |
| Ukie Isazaka     | Keiko Han (1969–1990) Miina Tominaga (1990–1998) Eriko Kawasaki (seit 1998)                 |
| Fune Isono       | Miyoko Aso (1969–2015) Yorie Terauchi (seit 2015)                                           |
| Masuo Fuguta     | Shinsuke Chikaishi (1969–1978) Hiroshi Masuoka (1978–2019) Hideyuki Tanaka (seit 2019)      |
| Katsuo Isono     | Nobuyo Oyama (1969–1970) Kazue Takahashi (1970–1998) Miina Tominaga (seit 1998)             |
| Wakame Isono     | Yoshiko Yamamoto (1969–1976) Michiko Nomura (1976–2005) Makoto Tsumura (seit 2005)          |
| Tarao Fuguta     | Takako Sasuga                                                                               |

### Musik
Der Vorspanntitel Sazae-san und das Abspannlied Sazae-san Ikka stammen von Yuko Uno.

## Weitere Adaptionen
Der Manga wurde auch als Realfilm (1956 und 1957) und Dorama adaptiert. Die Fernsehserie lief von 1965 bis 1967, 1979 folgte eine zweite auf NHK. Es wurden mehrere Lieder zu Sazae-san geschrieben. Bereits 1955 wurde eine Radio-Hörspielserie gesendet.

## Erfolg und Bedeutung
Sazae-san ist die am längsten laufende Anime-Fernsehserie. Der Einschaltquote lag in der Spitze bei 39,4 %. Die Zuschauerschaft umfasst alle Generationen der japanischen Gesellschaft. Der anhaltende  Erfolg erlaubte dem Studio große finanzielle Sicherheit, was in der Branche ungewöhnlich ist. Die Sammelbände des Mangas verkauften sich über 20 Millionen Mal. Im Tokioter Stadtbezirk Shibuya gibt es ein Museum zum Manga. Außerdem wurden 1981 und 1992 zwei Forschungsprojekte zur Serie ins Leben gerufen.
Frederik L. Schodt begründet den Erfolg damit, dass die erzählten Begebenheiten alltäglich sind und so viele sich mit den Charakteren identifizieren und über deren Missgeschicke lachen konnten. Sazae symbolisiere außerdem die neue japanische Frau, die sich um die Familie und die Traditionen kümmert, aber optimistisch und selbstständig ist. Der Erfolg der Reihe der Zeichnerin Hasegawa trug dazu bei, dass in Japan später auch Frauen als Mangaka aktiv wurden, was zuvor ein von Männern beherrschter Beruf war. Laut Patrick Drazen liegt der Erfolg des Animes auch darin begründet, dass die frühen Formen der amerikanischen Serien angewandt werden. Drei inhaltlich voneinander unabhängige Kurzepisoden je Woche seien auch in den USA früher erfolgreich gewesen. Jonathan Clements führt den langanhaltenden Erfolg unter anderem auf den milden, sehr japanischen Humor und die Zeitlosigkeit zurück – der Humor und eher provinzielle Charakter sei zugleich auch der Grund, dass die Serie nie exportiert werden konnte. Die Zeitlosigkeit der Geschichten habe sich aber nicht gut über die lange Laufzeit halten können. Im 21. Jahrhundert wirkten die Folgen eher wie aus der Zeit gefallen. So ist die durchschnittliche japanische Familie inzwischen deutlich kleiner als in Sazae-san.
In Japan gibt es den Begriff des Sazae-san-Syndroms (サザエさん症候群, Sazae-san shōkōgun), der eine depressive Stimmung zum Sonntagabend bezeichnet, an dem die Serie im Fernsehen läuft, und die Menschen daran erinnert, dass das Wochenende zu Ende geht.